# Área Ecológica de Conservación La Bonita Cofanes- Chingual
El Área Ecológica de Conservación La Bonita Cofanes- Chingual (AECM LBCCH) es un área protegida ubicada en la provincia de Imbabura y Sucumbíos, Ecuador.

## Características físicas

### Morfología
Dentro del área protegida se encuentran dos tipos de relieves, Los picos y páramos de la Cordillera del Mirador, el cual forma parte de la frontera natural que delimita la provincia y político entre las provincias de Carchi y Sucumbíos. La cordillera se encuentra formado por suelos Distrandepts provenientes de las cenizas de las erupciones de los volcánes Chiles, Soche y Cayambe. El relieve de la vetiente oriental presenta relieves como colinas con fuerte desnivel y cimas montañosas agudas y alargadas con vertientes rectilíneas.

### Hidrología
Se encuentra situada en Gran Cuenca del Río Napo, subcuenca el Río Aguarico.

### Clima
Este se encuentra condicionado por la orografía del lugar, tales son la altitud, la orientación de las vertientes, el relieve alrededor de las cuencas y los vientos alisios. De forma general el área presenta dos climas distintivos:
- Clima Tropical Mesotérmico Muy Húmedo
- Clima Tropical Frío Húmedo

#### Mesotérmico Muy Húmedo
Las temperaturas medias anuales son de 12 y 22 °C, siendo inferiores en las vertientes menos expuestas al sol, la temperatura máxima no supera los 30 °C; la humedad relativa está comprendida entre los 65 y 85 % y la duración de la insolación solar puede ir de 1000 a 1250 horas anuales. Los valores de precipitación oscilan entre los 2000 y 3200 mm y están repartidas por la estación lluviosa, de abril a septiembre y de 1600 a 2800 m.s.n.m. de las zonas bajas de las parroquias La Bonita, La Sofía y la Rosa Florida; presenta bajas precipitaciones muy marcada de noviembre a febrero.

#### Frío Húmedo
Esta zona se extiende en una franja de norte a sur, comprendida entre los 2800 y 3600 m s. n. m. Las lluvias se concentran en los meses de marzo hasta agosto teniendo un valor pluviométrico anual superior a los 1000 mm. Las temperaturas medias varían entre los 8 a 12 °C, las parroquias de El Playón de San Francisco, Santa Bárbara y la parte alta de la parroquia de La Bonita y la Sofía, presentan este tipo de clima.

## Características biológicas

### Ecosistemas y cobertura vegetal
El 84,13% aproximadamente de la superficie del área protegida corresponde a bosque nativo, el 15,5% a páramo y solamente un 0,03% tiene una intervención humana agropecuaria. LBCCH protege principalmente ecosistemas de páramo, bosques montanos y bosques siempreverdes.
Dentro del área de conservación se han identificado varias formaciones vegetales, estos son:
| Formación vegetal                                               | Porcentaje (%) | Extensión (ha) |
| --------------------------------------------------------------- | -------------- | -------------- |
| Bofedales altimontanos paramunos                                | 2.76           | 2403.2155      |
| Bosque altimontano norteandino siempreverdes                    | 33.18          | 28938.1344     |
| Bosque montano pluvial de los andes del Ecuador                 | 33.80          | 29478.3220     |
| Bosque pluvial montano bajo de los Andes                        | 2.30           | 2005.9465      |
| Bosque pluvial de piedemonte amazónico de los andes             | 3.09           | 2698.0091      |
| Bosque pluvial montano de las cordilleras subandinas orientales | 8.07           | 7 042.5323     |
| Pajonales altimontanos y montanos paramunos                     | 15.45          | 13480.3949     |
| Matorral Húmedo montano                                         | 0.01           | 5.9850         |

### Flora
Dentro del área de conservación se han registrado aproximadamente 850 especies de plantas  vasculares de las cuales 569 han sido identificadas hasta  especie.